# Luiz Ayrão
Luiz Gonzaga Kedi Ayrão (Rio de Janeiro, 19 de janeiro de 1942) é um cantor e compositor brasileiro. Seus principais sucessos são as canções "O Lencinho", "Porta Aberta", "Nossa Canção", "Águia na cabeça" e "Os Amantes", esta última gravada em 1977 e que vendeu aproximadamente dois milhões de cópias.

## Biografia
Nasceu no bairro do Lins de Vasconcelos, no Rio de Janeiro. Filho do músico e compositor Darcy Ayrão (1915–1955), cresceu em ambiente musical. Na casa de um tio, Juca de Azevedo, saxofonista, costumavam frequentar Pixinguinha e João da Baiana, que tocavam composições do maestro e professor Ayrão. Aos 20 anos, através de seu tio compositor, conheceu vários artistas de renome, entre eles, Ataulfo Alves, Humberto Teixeira, Osvaldo Santiago e Alcir Pires Vermelho. 
Nesse ambiente, Ayrão desenvolveu o gosto pela música e seus cadernos, cheios de composições, faziam sucesso entre os colegas que frequentavam o Bar do Divino, conhecida esquina do subúrbio carioca onde jovens, que mais tarde se tornariam famosos, se aglomeravam. Nessa época, veio morar no seu bairro, aquele que iria se tornar o maior ídolo da então chamada Música Jovem: Roberto Carlos, surgindo então uma grande afinidade.
Posteriormente, formou-se em Direito e atuou durante alguns anos na profissão de Advogado e Procurador do BEG - Banco do Estado da Guanabara.
Em 1962 teve sua primeira composição gravada, "Só por Amor", interpretada por Roberto Carlos, que logo depois, também viria a gravar, no ano de 1966, "Nossa Canção", considerado o primeiro sucesso romântico do cantor. Durante essa época, compôs várias canções que foram gravadas por diversos artistas da Jovem Guarda , ícones dessa geração, como Renato e Seus Blue Caps, Golden Boys, dentro outros.
Em 1968 participou do festival "O Brasil canta no Rio", da TV Excelsior, com a composição "Liberdade! Liberdade...". Em 1969, a convite de Rildo Hora e Romeu Nunes, esta canção foi lançada em compacto simples pela RCA Victor.
No ano de 1973 gravou um compacto simples com a canção "Porta aberta", composição de sua autoria em homenagem à Portela e foi considerado seu primeiro sucesso como cantor. Devido ao grande sucesso do compacto, a gravadora Odeon lançou em 1974 seu primeiro LP. 
Em 1975, lançou o disco Missão, despontando com os sucessos nacionais "Bola Dividida", de sua autoria, e ainda "Saudade da República", de Artúlio Reis. Por essa época, mudou-se com a família para São Paulo e passou a cantar na Catedral do Samba, uma das principais casas da noite paulista, dividindo o palco com Pery Ribeiro e Leny Andrade.
Em 1976 regravou "Nossa Canção" no LP Luiz Ayrão, no qual também foram incluídas de sua autoria, "Conto até Dez", "Reencontro", "A Viúva", "Bola pra Frente", "Um Samba Merece Respeito", "O Lobo da Madrugada". Deste LP, destacou-se também "Quero que Volte", permanecendo por mais de um ano nas paradas de sucesso.
Em 1977 gravou novo LP, destacando-se o choro "Meu caro amigo Chico", no qual fez uma resposta musical ao também choro "Meu caro amigo", de Francis Hime e Chico Buarque. Uma polêmica envolveu o lançamento do disco por causa da faixa "Mulher à brasileira", samba-enredo com o qual havia chegado às finais na escolha de samba na GRES Portela para o desfile do ano seguinte, sendo o samba aclamado como o preferido pela comunidade na quadra da escola e bastante divulgado nas emissoras de rádio, inclusive, foi cantado pela multidão presente nas arquibancadas superlotadas na hora do desfile de 1978. 
Ainda em 1978 gravou o LP O Povo Canta, no qual interpretou de sua autoria "Jogo Perigoso", além de "Amor Dividido" e "Violão Afinado", ambas em parceria com Sidney da Conceição, além da faixa-título, também parceria de ambos. No disco incluiu ainda "Meu Anjo", composição que seu pai fizera em homenagem à sua mãe Sylvia.
No LP Amigos, de 1979, interpretou um de seus maiores sucessos, a composição "A Saudade que Ficou - O Lencinho", de Joãozinho da Rocinha (um de seus pseudônimos) e Elzo Augusto. Na faixa contou com a participação especial do coral dos Canarinhos de Petrópolis. Destacou-se também neste disco a faixa "Escola de Samba", de sua autoria. 
Em São Paulo, como empresário, fundou três casas de shows: Canecão Anhembi, Sinhá Moça e Modelo da Liberdade, por onde passaram nomes como: Roberto Carlos, Elis Regina, Simone, Chico Anísio, Amália Rodrigues, Martinho da Vila, Clara Nunes, Cauby Peixoto, Angela Maria, Isaurinha Garcia, Jair Rodrigues, Silvio Caldas, Nelson Gonçalves, Inezita Barroso, Adoniran Barbosa, Os Demônios da Garoa, Os Cantores de Ébano, Lana Bittencourt, Denílson, o comediante Costinha, o humorista e compositor Chocolate e inúmeros outros talentos.
No LP de 1983 - Quem não tem Esperança não tem Horizonte... foi gravada a canção Águia na cabeça composta em parceria com Sidney da Conceição, em homenagem a sua escola de samba Portela, que lhe rendeu muito sucesso.
No Ano de 1986 gravou o álbum: Raízes do Samba, onde brindou novamente escola de samba  Portela com o samba "O que que há portela" de sua autoria com o nome de Tiãozinho Poeta, (outro de seus pseudônimos) e alcançou sucesso não só na quadra da escola como também nas emissoras.
Em 1999 lançou outro álbum com canções que fizeram sucesso, como: A saudade que ficou (O Lencinho), Saudades da república, Portela dividida,  
Ayrão é autor de 3 livros, o romance: O País dos meus Anjos (2000), sobre o caminho entre a descrença e a fé; Meus Ídolos & Eu, (2010), onde abre seu acervo de memórias, reunidas ao longo de 50 anos de vivência no meio artístico e narra de maneira bem-humorada histórias dos bastidores vividas e contadas por algumas das geniais personalidades do nosso universo musical, prefaciado pelo jornalista e importante historiador da Música Popular Brasileira, Ricardo Cravo Albin, e, mais recentemente, mais um romance: Da Aurora ao Pôr do Sol (2016), inspirado em sua história pessoal.  
Participou de muitos programas de televisão do país, tendo gravado mais de trinta discos, e ganhou muitos prêmios. Suas canções o levaram a fazer shows em países da América Latina, Estados Unidos da América, Itália, França e Japão.  
Completando mais de 50 anos de carreira, e mais de 5 mil shows mundo afora, Ayrão atinge a impressionante marca de cerca de 11 milhões de cópias vendidas, 40 álbuns lançados no Brasil e America Latina, 11 Discos de Ouro, 8 Discos de Platina, 2 Discos de Diamante e centenas de troféus e premiações diversas.

## Discografia
- 1968 - Liberdade! Liberdade! (Compacto)
- 1969 - Juventude e Ritmo (Compacto)
- 1972 - Seis e Dez (Compacto)
- 1973 - Porta Aberta (Compacto)
- 1974 - Luiz Ayrão
- 1975 - Missão
- 1976 - Luiz Ayrão
- 1977 - Luiz Ayrão
- 1978 - O Povo Canta
- 1979 - Amigos
- 1980 - Luiz Ayrão
- 1981 - Coração Criança
- 1982 - Novidades
- 1983 -  Luiz Ayrão
- 1984 - Alegria Geral
- 1985 - Samba Na Crista
- 1986 - Raízes Do Samba
- 1987 - De Todos Os Cantos
- 1990 - Luiz Ayrão
- 1993 - Samba Brasil!
- 1996 - A Personalidade Do Samba
- 1999 - Raízes Do Samba
- 2002 - Meus Momentos - Vol.I e Vol.II
- 2003 - 20 Super Sucessos
- 2004 - Intérprete
- 2005 - Inéditas e Sucessos Ao Vivo
- 2008 - A Vida é Uma Festa
- 2011 - Porta Aberta (Coletânea)
- 2012 - Mistura Brasileira